# Herrarnas lagtävling i sabel vid olympiska sommarspelen 1976
Herrarnas lagtävling i sabel i de olympiska fäktningstävlingarna 1976 i Montréal avgjordes den 26-27 juli.

## Medaljörer
| Event      | Guld                                                                                              | Silver                                                                                            | Brons                                                                           |
| Sabel, lag | Sovjetunionen Viktor Krovopuskov Eduard Vinokurov Viktor Sidjak Vladimir Nazlimov Michail Burtsev | Italien Mario Aldo Montano Michele Maffei Angelo Arcidiacono Tommaso Montano Mario Tullio Montano | Rumänien Daniel Irimiciuc Ioan Pop Marin Mustață Corneliu Marin Alexandru Nilca |

## Laguppställninga
| Argentina - Marcelo Méndez - Juan Gavajda - Fernando Lupiz - José María Casanovas Bulgarien - Miroslav Dudekov - Anani Michajlov - Konstantin Dzjelepov - Christo Christov Kanada - Marc Lavoie - Peter Urban - Imre Nagy - Eli Sukunda Kuba - Manuel Ortíz - Francisco de la Torre - Guzman Salazar - Ramón Hernández - Lazaro Mora Frankrike - Philippe Bena - Régis Bonissent - Bernard Dumont - Didier Flament - Patrick Quivrin | Storbritannien - Bill Hoskyns - Peter Mather - John Deanfield - Richard Cohen Ungern - Péter Marót - Tamás Kovács - Imre Gedővári - Ferenc Hammang - Csaba Körmöczi Iran - Abdul Hamid Fathi - Ahmed Eskandarpour - Ahmed Akbari - Ismail Pashapour-Alamdari Italien - Mario Aldo Montano - Mario Tullio Montano - Michele Maffei - Tommaso Montano - Angelo Arcidiacono Polen - Leszek Jabłonowski - Sylwester Królikowski - Jacek Bierkowski - Józef Nowara | Rumänien - Dan Irimiciuc - Ioan Pop - Marin Mustață - Cornel Marin - Alexandru Nilca Sovjetunionen - Viktor Sidjak - Vladimir Nazlkmov - Viktor Krovopuskov - Michail Burtsev - Eduard Vinokurov Thailand - Taweewat Hurapan - Samachai Trangjaroenngarm - Sutipong Santitevagul - Royengyot Srivorapongpant USA - Paul Apostol - Peter Westbrook - Stephen Kaplan - Thomas Losonczy - Alex Orban |